# Vetch Field
Vetch Field – nieistniejący stadion wielofunkcyjny w Swansea, na którym odbywały się głównie mecze piłkarskie. Przez 93 lata z obiektu korzystał zespół Swansea City (do 1970 roku nosił nazwę Swansea Town).
Rekordową frekwencję zanotowano 17 lutego 1968 roku w meczu 4. rundy Pucharu Anglii pomiędzy Swansea Town a Arsenalem; spotkanie obejrzało 32 796 widzów. Ostatni mecz na Vetch Field odbył się 30 kwietnia 2005.
Podział stadionu ze względu na trybuny był następujący:
- The Centre (South) Stand
- The West Terrace
- The North Bank
- The East Stand

W 2011 roku stadion został zburzony. Obecnie teren, na którym znajdował się obiekt jest niezabudowany.